# Бота, Наас
Хендрик Эгнатиус «Наас» Бота (африк. Hendrik Egnatius 'Naas' Botha, родился 27 февраля 1958 года в Брейтене) — южноафриканский регбист, флай-хав; известен по выступлениям за команду Северного Трансвааля и за сборную ЮАР. Четырёхкратный обладатель приза «Регбист года в ЮАР» (1979, 1981, 1985, 1987). После завершения карьеры комментировал регбийные матчи для южноафриканских телеканалов M-Net и SuperSport. С 2019 года — главный тренер мужской и женской сборных Индии.

## Игровая карьера
Хендрик Эгнатиус Бота родился 27 февраля 1958 года в городе Брейтен провинции Восточный Трансвааль (ныне Мпумаланга). Учился в средней школе имени Хендрика Фервурда в Претории. С детства занимался бейсболом, подавал заявку на американскую спортивную стипендию; помимо этого, играл в крикет, теннис и занимался бегом с барьерами. Бота поступил в Преторийский университет, начав там играть в регби с 1977 года; выступал в Кубке Карри за команду провинции Восточный Трансвааль (позже стала играть под названием «Блю Буллз»). Своей игрой он привлёк внимание наставников сборной ЮАР. В составе сборной Восточного Трансвааля, за которую Бота играл с 1977 по 1995 годы, он завоевал девять раз Кубок Карри, в том числе дважды разделил трофей со сборной Западной провинции в 1979 и 1989 годах. Провёл 179 игр за провинцию и набрал 2511 очков (в том числе 1699 в Кубке Карри).
26 апреля 1980 года в возрасте 22 лет состоялся его официальный дебют в матче за сборную ЮАР против сборной Южной Америки на стадионе «Уондерерс» в Йоханнесбурге. В 1980 году он участвовал в серии матчей против «Британских львов»; своей выдающейся игрой он привлёк внимание британской прессы. Всего он сыграл 28 матчей за сборную ЮАР, набрав рекордные 312 очков и став рекордсменом сборной ЮАР. Этот рекорд был побит только 17 июля 2004 года усилиями Перси Монтгомери, но ему понадобилось целых 50 матчей для достижения этой цифры.
В 1981 году Бота выступал со сборной ЮАР в Южной Америке, а также сыграл матчи против Ирландии и Франции, прежде чем отправиться в турне по Новой Зеландии. Мировая общественность выражала протест против подобных намерений ЮАР, в которой официально сохранялась политика апартеида, а в Новой Зеландии по ходу игр были несколько акций протеста от противников апартеида с требованиями немедленно отменить матчи «Олл Блэкс» против «спрингбоков». ЮАР потерпела поражение 1:2 в серии тест-матчей, но последствия этой серии встреч вышли за пределы регбийного мира: страну исключили из Международного регбийного совета на 11 лет.
В дальнейшем Бота сыграл считанное количество встреч за сборную: так, он выступал в серии матчей в рамках ответного визита новозеландцев в 1986 году (команда, получившая прозвище «Нью Зиленд Кавальерс)». Ему предлагали перейти в американский футбол в команду «Даллас Ковбойз» на позицию плейскикера, однако смотры 1983 года не увенчались успехом. В 1984 году он сыграл сезон за команду «Даллас Харлекуинс», выиграв с ней чемпионат США. 19 апреля 1986 года принял участие в матче за сборную мира против объединённой сборной стран-участниц Кубка пяти наций. В 1987 году по финансовым соображениям ушёл играть за итальянский клуб «Ровиго», с которым провёл 119 матчей и дважды стал чемпионом Италии (1988, 1990).
Бота сумел дождаться момента возвращения ЮАР в мировое регби: он сыграл два тест-матча против сборных Австралии и Новой Зеландии, которые к тому моменту выиграли два первых Кубка мира, и оба матча южноафриканцы проиграли. 14 ноября 1992 года в возрасте 34 лет он сыграл последний матч за сборную ЮАР против Англии на лондонском «Туикенеме», в котором англичане победили 33:16.
В 2005 году включён в Международный регбийный зал славы.

## Стиль игры
Бота умел наносить точные удары как с правой, так и с левой ноги, в том числе и забивать дроп-голы в особо сложных ситуациях; он же очень хорошо понимал игровую тактику. Вследствие этого британская пресса прозвала его «Невыносимым бьющим» (англ. Nasty Booter). Иногда Нааса критиковали за то, что он недостаточно часто вступал в физическую борьбу с игроками противника и не так часто двигался с мячом. Вместе с тем он отлично играл на позиции защитника; умел отдавать как короткие, так и длинные пасы, при необходимости заносил попытки и отдавал результативные передачи. Занимавший пост президента регбийного союза ЮАР Дэни Крейвен в шутку говорил: «Дайте мне Нааса, и я покорю мир!» (англ. Give me Naas, and I'll conquer the world!).

## Статистика

### Итого
| Сборная           | Игры | Выигрыши | Ничьи | Проигрыши | Попытки | Реализации | Штрафные | Дроп-голы | Очки | Очков за матч | Процент побед |
| ----------------- | ---- | -------- | ----- | --------- | ------- | ---------- | -------- | --------- | ---- | ------------- | ------------- |
| ЮАР — тест-матчи  | 28   | 19       | 0     | 9         | 2       | 50         | 50       | 18        | 312  | 11.14         | 67.86         |
| ЮАР — матчи турне | 12   | 10       | 0     | 2         | 4       | 41         | 16       | 9         | 173  | 14.42         | 83.33         |

### Тест-матчи за ЮАР
При указании счёта первыми идут очки сборной ЮАР
| Номер | Противник            | Счёт  | Позиция  | Очки                                   | Дата             | Место                           |
| ----- | -------------------- | ----- | -------- | -------------------------------------- | ---------------- | ------------------------------- |
| 1.    | Южная Америка        | 24–9  | Флай-хав | 12 (3 реализации, штрафной, дроп)      | 26 апреля 1980   | Уондерерс, Йоханнесбург         |
| 2.    | Южная Америка        | 18–9  | Флай-хав | 14 (реализация, штрафной, 3 дропа)     | 3 мая 1980       | Кингз Парк, Дурбан              |
| 3.    | Британские львы      | 26–22 | Флай-хав | 6 (3 реализации)                       | 31 мая 1980      | Ньюлендс, Кейптаун              |
| 4.    | Британские львы      | 26–19 | Флай-хав | 10 (2 реализации, 2 штрафных)          | 14 июня 1980     | Фри-Стейт, Блумфонтейн          |
| 5.    | Британские львы      | 12–10 | Флай-хав | 8 (реализация, штрафной, дроп)         | 28 июня 1980     | Бут Эразмус, Порт-Элизабет      |
| 6.    | Британские львы      | 13–17 | Флай-хав | 3 (штрафной)                           | 12 июля 1980     | Лофтус Версфельд, Претория      |
| 7.    | Южная Америка        | 22–13 | Флай-хав | 10 (2 реализации, штрафной, дроп)      | 18 октября 1980  | Уондерерс, Монтевидео           |
| 8.    | Южная Америка        | 30–16 | Флай-хав | 6 (3 реализации)                       | 25 октября 1980  | Клуб принца Уэльского, Сантьяго |
| 9.    | Франция              | 37–15 | Флай-хав | 17 (4 реализации, 3 штрафных)          | 8 ноября 1980    | Лофтус Версфельд, Претория      |
| 10.   | Ирландия             | 23–15 | Флай-хав | 11 (реализация, 3 штрафных)            | 30 мая 1981      | Ньюлендс, Кейптаун              |
| 11.   | Ирландия             | 12–10 | Флай-хав | 12 (штрафной, 3 дропа)                 | 6 июня 1981      | Кингз Парк, Дурбан              |
| 12.   | Новая Зеландия       | 9–14  | Флай-хав | 5 (реализация, дроп)                   | 15 августа 1981  | Ланкастер Парк, Крайстчерч      |
| 13.   | Новая Зеландия       | 24–12 | Флай-хав | 20 (реализация, 5 штрафных, дроп)      | 29 августа 1981  | Атлетик Парк, Веллингтон        |
| 14.   | Новая Зеландия       | 22–25 | Флай-хав | 10 (2 реализации, 2 штрафных)          | 12 сентября 1981 | Иден Парк, Окленд               |
| 15.   | США                  | 38–7  | Флай-хав | 6 (3 реализации)                       | 20 сентября 1981 | Оул-Крик-Поло-Граунд, Гленвилль |
| 16.   | Южная Америка        | 50–18 | Флай-хав | 15 (6 реализаций, дроп)                | 27 марта 1982    | Лофтус Версфельд, Претория      |
| 17.   | Южная Америка        | 12–21 | Флай-хав | 8 (реализация, 2 штрафных)             | 3 апреля 1982    | Фри-Стейт, Блумфонтейн          |
| 18.   | Нью Зиленд Кавальерс | 21–15 | Флай-хав | 17 (реализация, 3 штрафных, 2 дропа)   | 10 мая 1986      | Ньюлендс, Кейптаун              |
| 19.   | Нью Зиленд Кавальерс | 18–19 | Флай-хав | 14 (реализация, 4 штрафных)            | 17 мая 1986      | Кингз Парк, Дурбан              |
| 20.   | Нью Зиленд Кавальерс | 33–18 | Флай-хав | 21 (попытка, 4 реализации, 3 штрафных) | 24 мая 1986      | Лофтус Версфельд, Претория      |
| 21.   | Нью Зиленд Кавальерс | 24–10 | Флай-хав | 17 (реализация, 5 штрафных)            | 31 мая 1986      | Эллис Парк, Йоханнесбург        |
| 22.   | Сборная мира         | 20–19 | Флай-хав | 12 (попытка, реализация, 2 штрафных)   | 26 августа 1989  | Ньюлендс, Кейптаун              |
| 23.   | Сборная мира         | 22–16 | Флай-хав | 14 (реализация, 3 штрафных, дроп)      | 2 сентября 1989  | Эллис Парк, Йоханнесбург        |
| 24.   | Новая Зеландия       | 24–27 | Флай-хав | 9 (3 реализации, штрафной)             | 15 августа 1992  | Эллис Парк, Йоханнесбург        |
| 25.   | Австралия            | 3–26  | Флай-хав | 3 (штрафной)                           | 22 августа 1992  | Ньюлендс, Кейптаун              |
| 26.   | Франция              | 20–15 | Флай-хав | 10 (2 реализации, штрафной, дроп)      | 17 октября 1992  | Стад де Жерлан, Лион            |
| 27.   | Франция              | 16–29 | Флай-хав | 11 (реализация, 2 штрафных, дроп)      | 24 октября 1992  | Парк де Пренс, Париж            |
| 28.   | Англия               | 16–33 | Флай-хав | 11 (реализация, 2 штрафных, дроп)      | 14 ноября 1992   | Туикенем, Лондон                |

Легенда: попытка стоит 4 очка, реализация — 2 очка, штрафной и дроп-гол — по 3 очка.

## Личная жизнь
Наас женат на Карен — бывшей легкоатлетке, рекордсменке страны в прыжках в длину, чемпионке Африки, участнице Олимпийских игр в Барселоне. Дочери: Кайла (1991), Гэби (1998) и Ли-Гре (2003). Его брат Дариус (1955—2017) также играл в регби, выступая за Восточный Трансвааль, но провёл всего одну игру 15 августа 1981 года за ЮАР против новозеландцев (поражение 9:14).